# ファースト・キル
『ファースト・キル』（First Kill）は、2017年のアメリカ合衆国のアクションスリラー映画。監督はスティーヴン・C・ミラー。出演はヘイデン・クリステンセン、ブルース・ウィリス。
アメリカ合衆国では劇場公開はされず、2017年7月21日にビデオ発売がなされた。日本では「未体験ゾーンの映画たち2018」の上映作品の一つとして2018年1月16日に劇場公開された。

## ストーリー
幼い息子ダニーが学校でいじめられていると知ったウィルは、息子との時間を過ごすため家族を連れて故郷の田舎町を訪れる。ウィルはダニーと共に森の奥へ鹿狩りに出かけるが、そこで二人の男が言い争いの末に、片方の男がもう一人の男を銃で撃つ現場に遭遇する。しかもその男に存在を知られたウィルとダニーは命を狙われるが、ウィルはダニーを守るために鹿狩り用のライフルでその男を仕留めるのだった。
もう一方の男にまだ息があると知ったウィルは、その男を宿泊先へ連れ帰り応急処置を行う。だが、息を吹き返したその男リーバイは突然ダニーを人質に取り、撃たれたあの場所へ案内するようウィルに要求する。ダニーのため渋々従うウィルだったが、そこで待ち伏せしていた警官と銃撃戦になり、結果ダニーはリーバイに連れ去られてしまうのだった。
一連の事件の捜査を指揮するのは、ウィルと旧知の警察署長ハウエルだった。自分が射殺した男が警官だと知ったウィルは、警察に真相を正直に話すことが出来ず、ダニーを救うため独自にリーバイとの取引を進めるが、事件の裏には驚きの真実が隠されていた。

## キャスト
※括弧内は日本語吹替
- ウィル - ヘイデン・クリステンセン（浪川大輔）

仕事で多忙を極める男性。
- ハウエル - ブルース・ウィリス（内田直哉）

警察署長。ウィルと旧知。
- ダニー - タイ・シェルトン（白石涼子）

ウィルの息子。11歳。学校でいじめられている。自身の体験から弱いものに対する同情が強い。
- ローラ - メーガン・レナード（原島梢）

ウィルの妻。病院勤め。命に携わる仕事からか夫以上に多忙を極めることがある。
- リーバイ - ゲシン・アンソニー（英語版）（小松史法）

銀行強盗をしていたが様々なトラブルから死にかけてウィルに保護される。その後、目的のためにダニーを人質にとるが実は大切な知人の手術台を稼ぐために犯行したのが真相で本来は善良な人物。
- リッチー - ウィリアム・デメオ（英語版）（田尻浩章）

警察官。チャーリーとは兄弟。
- ドッティ - デブ・G・ガードラー（藤生聖子）

ウィルの叔母（父の妹）。ハウエルと交際していたことがある。
- チャーリー - シェイ・バックナー（英語版）（祐仙勇）

警官。正当防衛だがウィルに射殺される。リッチーとは兄弟。
- アデル - マギ・アビラ（渡邉佳美）

リーバイの恋人。難病にかかった母がいる。

## 製作
主要撮影は2016年8月からオハイオ州グランビルで開始された。